# Monagas Sport Club
El Monagas Sport Club és un club de futbol veneçolà de la ciutat de Maturín.
El club va ser fundat el 23 de setembre de 1987.

## Palmarès
- Lliga veneçolana de futbol:[1]
  - 2017

- Segona Divisió de Veneçuela:
  - 2015

## Presidents
Llista de presidents:
|                        | \| Nom \| Anys \| \| ---------------------- \| ------------ \| \| Rubén León \| 1988–92 \| \| Rumualdo Romero \| 1993–95 \| \| Jesús Salgado \| 1995–96 \| \| Rafael Castellín Osuna \| 1997 \| \| no assigned \| 1998–99 \| \| Claudio González \| 2000–01 \| \| Roicis Pérez \| 2001–03 \| \| Antonio Del Moral \| 2003–04 \| \| Antonio Nuñez \| 2004 \| \| Manuel Villalba \| 2005 \| \| Ramón Caballero \| 2005–06 \| \| Nelson Núñez \| 2006–07 \| \| Willy Farias \| 2007–present \| |
| Nom                    | Anys |
| Rubén León             | 1988–92 |
| Rumualdo Romero        | 1993–95 |
| Jesús Salgado          | 1995–96 |
| Rafael Castellín Osuna | 1997 |
| no assigned            | 1998–99 |
| Claudio González       | 2000–01 |
| Roicis Pérez           | 2001–03 |
| Antonio Del Moral      | 2003–04 |
| Antonio Nuñez          | 2004 |
| Manuel Villalba        | 2005 |
| Ramón Caballero        | 2005–06 |
| Nelson Núñez           | 2006–07 |
| Willy Farias           | 2007–present |